# Craspedolepta formosa
Craspedolepta formosa är en insektsart som beskrevs av Loginova 1962. Craspedolepta formosa ingår i släktet Craspedolepta och familjen rundbladloppor. Inga underarter finns listade i Catalogue of Life.